# Julien déménage électrique et acoustique
Albums de Julien Clerc
 Le 4 octobre
(1997) Tour 09
(2009)
Julien déménage électrique et acoustique est un double album live de Julien Clerc, enregistré lors de la tournée 2002. L'enregistrement a eu lieu en janvier et février 2002 ; la partie acoustique au Bataclan et l'électrique au Zénith. Julien Clerc revisite d'anciennes chansons, certaines peu connues, comme Lune, Lune, Le piano Eléphant de l'album Terre de France. Il reprend en hommage à Daniel Balavoine, Mon fils, ma bataille dans l'album acoustique, et sur l'album électrique La fille de l'été dernier, chanson de Johnny Hallyday adaptée du standard d'Eddie Cochran Summertime Blues.

## Titres CD 1 - LeBataclan
Julien déménage acoustique (2002)
| Acoustique - CD 1 - 15 titres | Acoustique - CD 1 - 15 titres                                 | Acoustique - CD 1 - 15 titres | Acoustique - CD 1 - 15 titres | Acoustique - CD 1 - 15 titres | Acoustique - CD 1 - 15 titres | Acoustique - CD 1 - 15 titres | Acoustique - CD 1 - 15 titres | Acoustique - CD 1 - 15 titres | Acoustique - CD 1 - 15 titres |
| No                            | Titre                                                         | Paroles                       | Musique                       | Durée                         |                               |                               |                               |                               |                               |
| ----------------------------- | ------------------------------------------------------------- | ----------------------------- | ----------------------------- | ----------------------------- | ----------------------------- | ----------------------------- | ----------------------------- | ----------------------------- | ----------------------------- |
| 1.                            | Lune, lune                                                    | Étienne Roda-Gil              | Julien Clerc                  | 3 min 33 s                    |                               |                               |                               |                               |                               |
| 2.                            | Ballade pour un fou (Loco Loco) (Adaptation Étienne Roda-Gil) | Horacio Ferrer                | Astor Piazzolla               | 4 min 22 s                    |                               |                               |                               |                               |                               |
| 3.                            | Jouez violons, sonnez crécelles                               | Étienne Roda-Gil              | Julien Clerc                  | 2 min 15 s                    |                               |                               |                               |                               |                               |
| 4.                            | 4 heures du matin                                             | Maurice Vallet                | Julien Clerc                  | 3 min 46 s                    |                               |                               |                               |                               |                               |
| 5.                            | Fais-moi une place                                            | Françoise Hardy               | Julien Clerc                  | 3 min 36 s                    |                               |                               |                               |                               |                               |
| 6.                            | Si j'étais elle                                               | Carla Bruni                   | Julien Clerc                  | 4 min 39 s                    |                               |                               |                               |                               |                               |
| 7.                            | On serait seuls au monde                                      | Carla Bruni                   | Julien Clerc                  | 3 min 00 s                    |                               |                               |                               |                               |                               |
| 8.                            | Mon fils, ma bataille                                         | Daniel Balavoine              | Daniel Balavoine              | 4 min 11 s                    |                               |                               |                               |                               |                               |
| 9.                            | Assez... Assez...                                             | David Mc Neil                 | Julien Clerc                  | 3 min 59 s                    |                               |                               |                               |                               |                               |
| 10.                           | Mélissa                                                       | David Mc Neil                 | Julien Clerc                  | 4 min 02 s                    |                               |                               |                               |                               |                               |
| 11.                           | Le patineur                                                   | Étienne Roda-Gil              | Julien Clerc                  | 2 min 52 s                    |                               |                               |                               |                               |                               |
| 12.                           | Ce n'est rien                                                 | Étienne Roda-Gil              | Julien Clerc                  | 3 min 32 s                    |                               |                               |                               |                               |                               |
| 13.                           | Le piano éléphant                                             | Étienne Roda-Gil              | Julien Clerc                  | 3 min 18 s                    |                               |                               |                               |                               |                               |
| 14.                           | L'horizon chimérique                                          | Jean de la Ville de Mirmont   | Julien Clerc                  | 3 min 57 s                    |                               |                               |                               |                               |                               |
| 15.                           | Aussi vivant                                                  | Carla Bruni                   | Julien Clerc - Hervé Brault   | 4 min 41 s                    |                               |                               |                               |                               |                               |
| 56 min 36 s                   |                                                               |                               |                               |                               |                               |                               |                               |                               |                               |

## Musiciens Bataclan
- Direction musicale - Arrangements - Piano - Accordéon : Jean-Yves D'Angelo
- Guitares - Accordéon - Chœurs : Hervé Brault
- Batterie - Percussions : Loïc Pontieux
- Guitares basses - Chœurs : Evert Verhees

## Titres CD 2 - Le Zénith
Julien déménage électrique (2002)
| Électrique - CD 2 - 13 titres | Électrique - CD 2 - 13 titres                                       | Électrique - CD 2 - 13 titres  | Électrique - CD 2 - 13 titres    | Électrique - CD 2 - 13 titres | Électrique - CD 2 - 13 titres | Électrique - CD 2 - 13 titres | Électrique - CD 2 - 13 titres | Électrique - CD 2 - 13 titres | Électrique - CD 2 - 13 titres |
| No                            | Titre                                                               | Paroles                        | Musique                          | Durée                         |                               |                               |                               |                               |                               |
| ----------------------------- | ------------------------------------------------------------------- | ------------------------------ | -------------------------------- | ----------------------------- | ----------------------------- | ----------------------------- | ----------------------------- | ----------------------------- | ----------------------------- |
| 1.                            | Partir                                                              | Jean-Loup Dabadie              | Julien Clerc                     | 4 min 47 s                    |                               |                               |                               |                               |                               |
| 2.                            | La cavalerie                                                        | Étienne Roda-Gil               | Julien Clerc                     | 3 min 05 s                    |                               |                               |                               |                               |                               |
| 3.                            | Je sais que c'est elle                                              | Étienne Roda-Gil               | Julien Clerc                     | 3 min 34 s                    |                               |                               |                               |                               |                               |
| 4.                            | Poissons morts                                                      | Étienne Roda-Gil               | Julien Clerc                     | 3 min 27 s                    |                               |                               |                               |                               |                               |
| 5.                            | Noé                                                                 | Étienne Roda-Gil               | Julien Clerc                     | 3 min 43 s                    |                               |                               |                               |                               |                               |
| 6.                            | Utile                                                               | Étienne Roda-Gil               | Julien Clerc                     | 3 min 15 s                    |                               |                               |                               |                               |                               |
| 7.                            | J'oublie (Adaptation David Mc Neil)                                 | Angela Denia Tarenzi           | Astor Piazzola                   | 4 min 33 s                    |                               |                               |                               |                               |                               |
| 8.                            | La fille de l'été dernier (Summertime Blues, adaptation Long Chris) | Eddie Cochran - Jerry Capehart | Eddie Cochran - Jerry Capehart   | 2 min 19 s                    |                               |                               |                               |                               |                               |
| 9.                            | Lili voulait aller danser                                           | Luc Plamondon                  | Julien Clerc                     | 4 min 02 s                    |                               |                               |                               |                               |                               |
| 10.                           | Laissons entrer le soleil (Adaptation Jacques Lanzmann)             | Galt MacDermot                 | Jérome Tagni et James Rado       | 4 min 40 s                    |                               |                               |                               |                               |                               |
| 11.                           | Ma préférence                                                       | Jean-Loup Dabadie              | Julien Clerc                     | 3 min 33 s                    |                               |                               |                               |                               |                               |
| 12.                           | Jaloux de tout                                                      | Étienne Roda-Gil               | Julien Clerc - Christian Padovan | 4 min 54 s                    |                               |                               |                               |                               |                               |
| 13.                           | Mangos                                                              | Serge Gainsbourg               | Julien Clerc - Michael Simon     | 5 min 39 s                    |                               |                               |                               |                               |                               |
| 51 min 24 s                   |                                                                     |                                |                                  |                               |                               |                               |                               |                               |                               |

## Musiciens Zénith
- Direction musicale - Arrangements - Piano - Accordéon : Jean-Yves D'Angelo
- Guitares - Accordéon - Chœurs : Hervé Brault
- Batterie - Percussions : Loïc Pontieux
- Guitares basses - Chœurs : Evert Verhees
- Claviers - Programmation : Jean-Louis Hennequin
- Saxophone - Percussions : Pierre d'Angelo

## Technique
- Enregistrement : René Weiss
- Moyens technique : Le Voyageur
- Mixage : Andy Scott au studio Twin (Paris)
- Masterisé par Raphaël au studio Dyam (Paris)

## Certification
| Pays          | Certification | Date | Ventes certifiées |
| ------------- | ------------- | ---- | ----------------- |
| France (SNEP) | Or            | 2002 | 100 000           |